# Ulla Christenson
Ulla Karin Frideborg Christenson, född den 23 juli 1924 i Göteborgs Annedals församling, död den 18 december 1962 i Solna församling, var en svensk sångare. 
Ulla Christenson var dotter till affärsmannen Adolf Christenson och Anna Frideborg Berndtsson samt syster till Agne Christenson och faster till Anne Ramberg.
Efter genomgången flickskola utbildade Christenson sig till sångare på och kom under denna tid med i kören vid Stora Teatern där hon också med tiden fick opera- och operettroller. Genom ett stipendium fick hon möjlighet till fortsatta studier i Italien och gjorde även scenframträdanden där. Till följd av diabetes drabbades hon dock tidigt av synproblem som gjorde henne nästan blind och hindrade en vidare scenkarriär. 
Åter i Sverige fick Christenson efter några år en ny karriär genom radio och skivinspelningar, och framträdde även i TV. På skiva debuterade hon våren 1953 med sex sidor på bolaget Karusell, varav fyra ackompanjerade av Simon Brehms orkester. Åren 1954–1955 var hon verksam på His Master's Voice där hon bland annat sjöng in ett antal duetter med Jocke Johansson. Bland ackompanjerande orkestrar märktes Åke Jelvings och Gunnar Lundén-Weldens. Från sommaren 1955 till 1957 var hon knuten till Decca där hon ackompanjerades av Egon Kjerrmans och Gunnar Svenssons orkestrar. Hon gjorde även en EP för Cupol för vilken Svensk mediedatabas dock saknar inspelningsdata.
I Christensons skivrepertoar – totalt ett trettiotal titlar – ingår flera svenska versioner av internationella schlagers som "Three Coins In The Fountain" ("En slant i fontänen"), "Que Sera, Sera" ("Det som sker, det sker"), "Oh mein Papa" och "Arrividerci Roma".
Christenson deltog i Melodifestivalen 1959 med melodin "Lyckans soluppgång" vilken placerade sig på delad sjätteplats.
Ulla Christenson var 1947–1948 gift med skådespelaren Knut Albin Blixt (1912–1972) och 1954–1960 med musikern Jocke Johansson (1923–1965). Hon är begravd på Västra kyrkogården i Göteborg.